# Weston (Texas)
Weston és una localitat situada al Comtat de Collin de Texas, als Estats Units. La seva població era de 563 habitants, al cens de 2010.

## Geografia
Weston està situat al nord del Comtat a les coordenades 33° 19′ 33″ N, 96° 38′ 32″ O / 33.32583°N,96.64222°O. Està situat a 19 km al nord de McKinney, la capital del comtat, 11 km a l'oest d'Anna, i a 13 km a l'est de Celina.
D'acord amb l'Oficina del Cens dels Estats Units, Weston té un area total de 13,5 km², de la qual el 0,1 km² o el 0,93%, és aigua.

## Demografia
A partir del cens de 2000, hi havia 635 persones, 235 llars, i 204 families que residien a la ciutat. La densitat de població era de 52.8 persones per  km². Hi havia 249 habitatges en una densitat mitjana de 20,7 habitatges per km². La distribució per races de la ciutat era del 97.17% blancs, 0,16% Afroamericans, 0,31% asiàtics, 2,05% d'altres races, i 0,31% a partir de dues o més races. Hispà o llatí de qualsevol raça representaven el 4.41% de la població.
A les 235 llars, hi vivien un 32.8%, nens menors de 18 anys, el 79.1% de les llars a Weston eren parelles casades vivint junts, el 6.0% de les cases tenien un cap de família femení sense presència del marit i el 12.8% no eren unitats familiars. El 11.5% hi residia una sola persona i al 3.4% dels habitatges vivia gent major de 65 anys (jubilació)
Per edats; la població es repartia de la següent manera, el 23,8% de la població de la localitat tenia menys de 18 anys, el 7,7% entre 18 i 24, el 29.0% a partir 25 fins als 44, un altre grup, el 29.8% a partir 45 fins als 64, i 9,8% eren majors de 65 anys o més. La mitjana d'edat va ser de 40 anys. Per cada 100 dones hi havia 102.9 homes. Per cada 100 dones de 18 anys i més, havia 100,8 homes
La renda mitjana per a una casa a la ciutat era $ 56.528, i la renda mitjana per família és de $ 59.375. Els homes tenien una renda mitjana de 44.107 $ contra els $ 27.083 per a les dones. La renda per capita de la població era 25.440 $. A prop de 2,3% de famílies i 3,8% de la població estava per sota de la línia de la pobresa, incloent 4,1% dels quals són menors de 18 anys i 2,7% dels majors de 65 anys

## Educació
La població de Weston utilitza tres districtes escolars diferents : Anna ISD, Celina ISD i el McKinley ISD.